# Loes van der Horst
Catharina Louisa (Loes) van der Horst-Wenckebach (Noordwijk, 11 december 1919 – Amsterdam, 2 september 2012) was een Nederlands schilder, textielkunstenaar, beeldhouwer en installatiekunstenaar.

## Leven en werk
Wenkebach was een dochter van schilder en beeldhouwer Oswald Wenckebach (1895-1962) en textielkunstenares Louise Lau (1893-1967) en de zuster van de glazenierster en kunstschilderes Karla Wenckebach. Ze werd opgeleid aan de Kunstgewerbeschule in Wenen (1935-1938) en de Academie van Beeldende Kunsten in Den Haag (1938-1941). Ze trouwde met de toneelspeler Hent van der Horst (1924-1997).
In haar vroege jeugd hield ze van koorddansen; ze oefende met haar zusters tussen twee bomen in de tuin; vader zag het met lede ogen aan en liet daarop een staalkabel plaatsen; dat zou in haar later werk terugkeren. Loes van der Horst schilderde aanvankelijk, maar maakte op aanraden van haar moeder de overstap naar het weven. Ze maakte van diverse materialen geweven werk, aanvankelijk in het platte vlak, vanaf 1973 driedimensionaal. In 1969 exposeerde ze op de Biennale de la Tapisserie in Lausanne als eerste een met polypropeen geweven werk. In 1981 stopte ze met weven, daarna maakte ze alleen nog ruimtelijke werken met materialen als staal, zink en polyester. In 1990 ontving ze de Judith Leysterprijs en in 1998 de Oeuvreprijs van het Fonds voor beeldende kunsten, vormgeving en bouwkunst. Ze was lid van de Nederlandse Federatie van Beroepsverenigingen van Kunstenaars, Ambachtengroep en World Crafts Council.

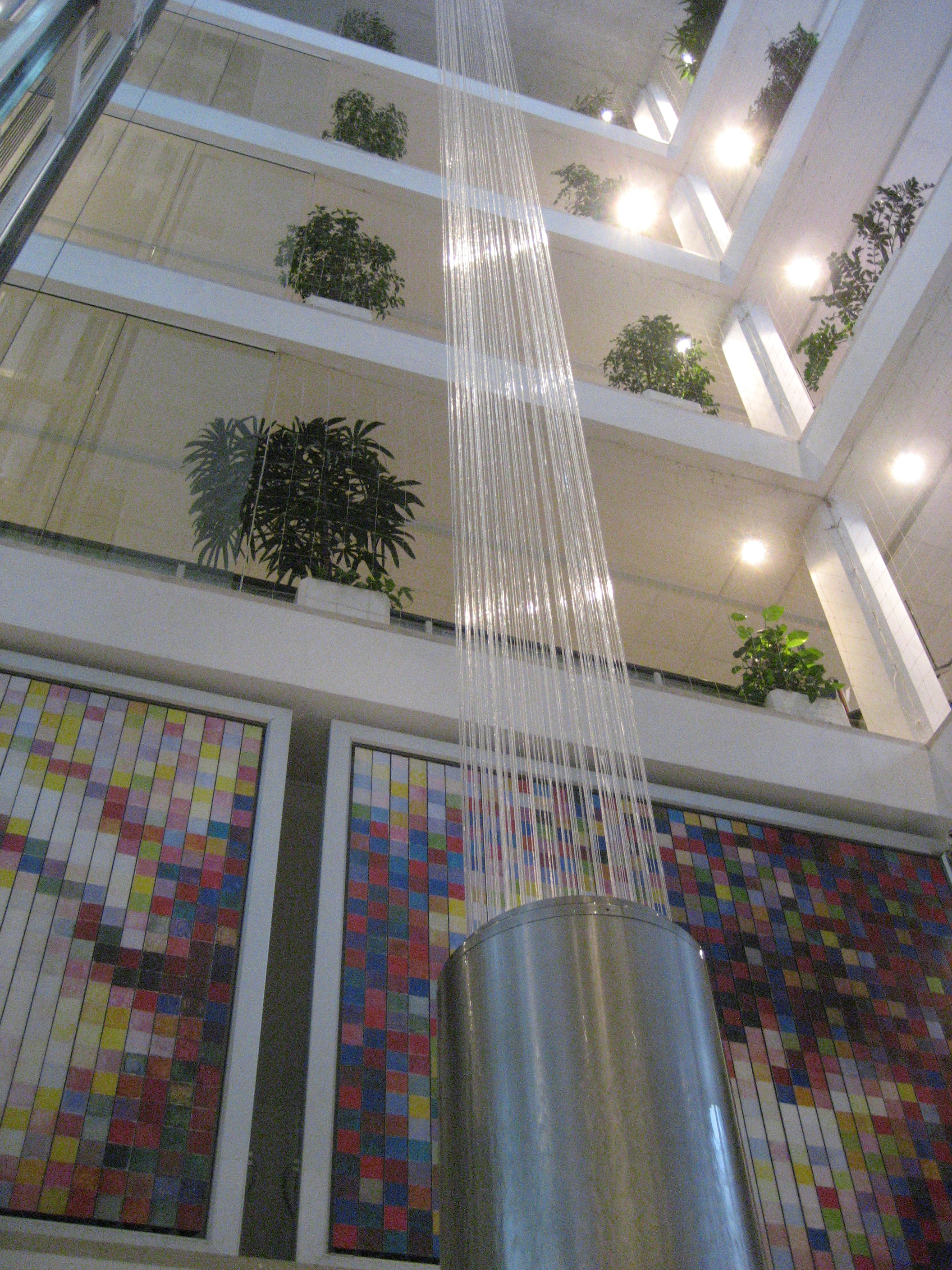
Inversed fountain bij de Leidse universiteit

Van der Horst overleed op 92-jarige leeftijd. Haar laatste werk voor de openbare ruimte, Yellow wings, werd postuum in Amsterdam Zuidoost geplaatst. Het is een remake van de Bijlmobiel die zij in 1974 voor de Bijlmer had gemaakt.

## Enkele werken
- 1998 Vlinders In de volksmond; zelf noemde ze het Installatie Flevoflat, Kramatplantsoen (bij het Flevohuis), Amsterdam
- Inversed fountain, Universiteit Leiden
- 2015 Yellow Wings, Strandvlietpad, Amsterdam

## Werk in openbare collecties (selectie)
- Centraal Museum, Utrecht
- Kröller-Müller Museum
- Stedelijk Museum Amsterdam
- TextielMuseum, Tilburg